# Blue (Da Ba Dee)
"Blue (Da Ba Dee)" là một bài hát của nhóm nhạc nước Ý Eiffel 65 nằm trong album phòng thu đầu tay của họ, Europop (năm 1999). Nó được phát hành vào ngày 15 tháng 1 năm 1999 như là đĩa đơn đầu tiên trích từ album bởi BlissCo Records. Bài hát được viết lời bởi hai thành viên của nhóm là Jeffrey Jey và Maurizio Lobina với Massimo Gabutti, người cũng tham gia đồng sản xuất nó với Maurizio Lobina và Luciano Zucchet. "Blue (Da Ba Dee)" là sự kết hợp giữa những yếu tố của nhạc sàn Italia, nhạc pop và nhạc sàn nói chung với nội dung đề cập đến một người đàn ông sống trong một "thế giới xanh". Đây cũng là một trong những bản hit đầu tiên sử dụng hiệu ứng làm thay đổi giọng hát Auto-Tune.
Sau khi phát hành, "Blue (Da Ba Dee)" nhận được những phản ứng trái chiều từ các nhà phê bình âm nhạc, và nhận được một đề cử giải Grammy cho Thu âm nhạc dance xuất sắc nhất tại lễ trao giải thường niên lần thứ 43. Nó đã gặt hái những thành công vượt trội về mặt thương mại, đứng đầu các bảng xếp hạng ở hầu hết những thị trường nó xuất hiện như Úc, Áo, Bỉ (Flanders), Canada, Đan Mạch, Phần Lan, Pháp, Đức, Ireland, Hà Lan, New Zealand, Na Uy, Thụy Điển, Thụy Sĩ và Vương quốc Anh. Tại Hoa Kỳ, bài hát đạt vị trí thứ sáu trên bảng xếp hạng Billboard Hot 100, trở thành đĩa đơn duy nhất của họ vươn đến top 10 tại đây và lọt vào bảng xếp hạng.
Video ca nhạc cho "Blue (Da Ba Dee)" được thực hiện bởi BlissCoMedia, trong đó hai thành viên của Eiffel 65 là Maurizio Lobina và Gabry Ponte cố gắng giải cứu thành viên còn lại Jeffrey Jey khỏi những người ngoài hành tinh xanh vốn được thực hiện bởi đồ họa vi tính. Để quảng bá bài hát, nhóm đã trình diễn nó trên nhiều chương trình truyền hình như Top of the Pops và Wetten, dass..?. Đây được xem là bài hát trứ danh trong sự nghiệp của nhóm, được hát lại và sử dụng làm nhạc mẫu bởi nhiều nghệ sĩ, bao gồm Flo Rida và Crazy Frog, và xuất hiện trong nhiều tác phẩm điện ảnh và truyền hình như Big Fat Liar (năm 2002), Iron Man 3 (năm 2013) và Smurfs: The Lost Village (năm 2017).

## Danh sách bài hát
Đĩa CD tại châu Âu
1. "Blue (Da Ba Dee)" (Blue Ice Pop Radio chỉnh sửa) – 3:39
2. "Blue (Da Ba Dee)" (DJ Ponte Ice Pop Mix) – 6:26

Đĩa CD #1 tại Anh quốc
1. "Blue (Da Ba Dee)" (Original Ice Pop Radio chỉnh sửa) – 4:45
2. "Blue (Da Ba Dee)" (Hannover phối lại Radio chỉnh sửa) – 4:03
3. "Blue (Da Ba Dee)" (Glamour Jump Cut) – 5:18
4. "Blue (Da Ba Dee)" (bản dub) – 4:48

Đĩa CD #2 tại Anh quốc
1. "Blue (Da Ba Dee)" (Original Ice Pop 12" Mix) – 6:30
2. "Blue (Da Ba Dee)" (Hannover 12" phối lại) – 6:25
3. "Blue (Da Ba Dee)" (Paris phối lại) – 7:03
4. "Blue (Da Ba Dee)" (video) – 3:40

## Xếp hạng
| Bảng xếp hạng (1999-2000)            | Vị trí cao nhất |
| ------------------------------------ | --------------- |
| Úc (ARIA)                            | 1               |
| Áo (Ö3 Austria Top 40)               | 1               |
| Bỉ (Ultratop 50 Flanders)            | 1               |
| Bỉ (Ultratop 50 Wallonia)            | 2               |
| Canada (The Record)                  | 1               |
| Canada (RPM)                         | 1               |
| Canada Dance (RPM)                   | 1               |
| Đan Mạch (Tracklisten)               | 1               |
| Châu Âu (European Hot 100 Singles)   | 1               |
| Phần Lan (Suomen virallinen lista)   | 1               |
| Pháp (SNEP)                          | 1               |
| Đức (Official German Charts)         | 1               |
| Ireland (IRMA)                       | 1               |
| Ý (FIMI)                             | 2               |
| Hà Lan (Dutch Top 40)                | 1               |
| Hà Lan (Single Top 100)              | 1               |
| New Zealand (Recorded Music NZ)      | 1               |
| Na Uy (VG-lista)                     | 1               |
| Scotland (OCC)                       | 1               |
| Tây Ban Nha (PROMUSICAE)             | 2               |
| Thụy Điển (Sverigetopplistan)        | 1               |
| Thụy Sĩ (Schweizer Hitparade)        | 1               |
| Anh Quốc (OCC)                       | 1               |
| Hoa Kỳ Billboard Hot 100             | 6               |
| Hoa Kỳ Adult Pop Airplay (Billboard) | 25              |
| Hoa Kỳ Dance Club Songs (Billboard)  | 6               |
| Hoa Kỳ Pop Airplay (Billboard)       | 2               |
| Hoa Kỳ Rhythmic (Billboard)          | 4               |

| Bảng xếp hạng (1990–99)              | Vị trí |
| ------------------------------------ | ------ |
| Austria (Ö3 Austria Top 40)          | 48     |
| France (SNEP)                        | 12     |
| Netherlands (Dutch Top 40)           | 74     |
| UK Singles (Official Charts Company) | 26     |

| Bảng xếp hạng (1999)                 | Vị trí |
| ------------------------------------ | ------ |
| Australia (ARIA)                     | 3      |
| Austria (Ö3 Austria Top 40)          | 4      |
| Belgium (Ultratop Flanders)          | 4      |
| Belgium (Ultratop Wallonia)          | 6      |
| Canada (RPM)                         | 57     |
| Canada Dance/Urban (RPM)             | 25     |
| Denmark (Tracklisten)                | 2      |
| Europe (European Hot 100 Singles)    | 1      |
| Finland (Suomen virallinen lista)    | 2      |
| France (SNEP)                        | 4      |
| Germany (Official German Charts)     | 2      |
| Italy (FIMI)                         | 16     |
| Netherlands (Dutch Top 40)           | 7      |
| Netherlands (Single Top 100)         | 5      |
| New Zealand (Recorded Music NZ)      | 6      |
| Norway Autumn Period (VG-lista)      | 12     |
| Norway Summer Period (VG-lista)      | 2      |
| Sweden (Sverigetopplistan)           | 3      |
| Switzerland (Schweizer Hitparade)    | 2      |
| UK Singles (Official Charts Company) | 2      |
| Bảng xếp hạng (2000)                 | Vị trí |
| Australia (ARIA)                     | 59     |
| Switzerland (Schweizer Hitparade)    | 80     |
| US Billboard Hot 100                 | 49     |

| Bảng xếp hạng                        | Vị trí |
| ------------------------------------ | ------ |
| France (SNEP)                        | 91     |
| Ireland (IRMA)                       | 6      |
| UK Singles (Official Charts Company) | 106    |

## Chứng nhận
| Quốc gia                                                                           | Chứng nhận  | Số đơn vị/doanh số chứng nhận |
| ---------------------------------------------------------------------------------- | ----------- | ----------------------------- |
| Úc (ARIA)                                                                          | 3× Bạch kim | 210.000^                      |
| Áo (IFPI Áo)                                                                       | Bạch kim    | 50.000*                       |
| Bỉ (BEA)                                                                           | 2× Bạch kim | 100.000*                      |
| Canada (Music Canada)                                                              | Vàng        | 50,000^                       |
| Phần Lan (Musiikkituottajat)                                                       | Vàng        | 7,957                         |
| Pháp (SNEP)                                                                        | Kim cương   | 1,001,000                     |
| Đức (BVMI)                                                                         | 5× Vàng     | 1,250,000^                    |
| Hà Lan (NVPI)                                                                      | Vàng        | 50.000^                       |
| New Zealand (RMNZ)                                                                 | Bạch kim    | 10.000*                       |
| Thụy Điển (GLF)                                                                    | 3× Bạch kim | 90.000^                       |
| Thụy Sĩ (IFPI)                                                                     | 2× Bạch kim | 100.000^                      |
| Anh Quốc (BPI)                                                                     | 2× Bạch kim | 1.200.000^                    |
| * Chứng nhận dựa theo doanh số tiêu thụ. ^ Chứng nhận dựa theo doanh số nhập hàng. |             |                               |